# Fullbottles
Full bottle (フルボトル Furubotoru) là những mẫu chai dùng để thu khí gas Nebula từ Smash dùng làm thiết bị chuyển đổi các form của Kamen Rider Build.

## Khái niệm
Các Full bottle được chế tạo bởi Katsuragi Takumi như một phần của Dự án Project Build. Chúng có khả năng lưu trữ các tinh thể khí gas Nebula cho biết một người có Hazard Level từ 3 trở lên biến thân thành Rider bằng Build Driver hoặc Transteam Gun. Isurugi Souichi đã đánh cắp một số Full bottle từ Faust và đưa cho con gái mình là Isurugi Misora dùng vòng thanh tẩy để thanh lọc chúng. Để thực hiện cho kế hoạch của mình, hắn đã đưa cho một trong những người thuộc tổ chức Faust - Kiryuu Sento (hắn đổi mặt của Takumi và Tarou lại rồi giết chết Tarou sau đó buộc tội cho Ryuga, còn Sento chính là Takumi bị mất hết trí nhớ), làm cho Sento tin rằng anh là một anh hùng để giúp hắn thực hiện kế hoạch ác quỷ của mình.
Ban đầu có 10 cặp Full bottle đã được thanh lọc, tương ứng với 10 form của Build. Chúng là những thứ cần thiết để cho Souichi thực hiện kế hoạch ác quỷ của mình, nhằm phục vụ cho việc khai thác Pandora Box của hắn.
Sau khi Build thu được khí gas Nebula từ Smash, một Empty Bottle (エンプティーボトル Enputī Botoru) sẽ trở thành Full bottle. Còn có một loại Full bottle khác được sử dụng bởi Faust là Smash Bottle (スマッシュボトル Sumasshu Botoru). Thông qua sức mạnh bí ẩn của Misora, các Bottle được thanh lọc ở bên trong tủ lạnh của quán cà phê Nascita, sau đó nó sẽ trở thành các Full bottle và được sử dụng bởi Build.
Các Smash Bottle của Faust biến nạn nhân thành những con quái vật Smash. Khi Build đánh bại Smash sẽ thu được khí gas Nebula và cứu được các nạn nhân. Nhưng cũng có một số trường hợp các nạn nhân chết trước khi gặp Build.
Kamen Rider Build gắn hai Bottle vào Build Driver và xoay cần gạt, một Full bottle vật Hữu cơ (有機物のフルボトル Yūkibutsu no Furubotoru) được gắn vào khe bên phải của Driver, còn khe bên trái thì gắn Full bottle vật Vô cơ (無機物のフルボトル Mukibutsu no Furubotoru). Full bottle Hữu cơ hình thành nên halfbodies ánh hưởng đến phần đầu bên trái, cánh tay phải và chân trái của Build. Còn Full bottle Vô cơ hình thành nên halfbodies phần đầu bên phải, cánh tay trái và chân phải của Build. Bất kì một cặp Full bottle gồm Hữu cơ và Vô cơ nào cũng tạo nên một Trial Form (トライアルフォーム Toraiaru Fōmu) và mỗi Full bottle là một Best Match (ベストマッチ Besuto Match). Mỗi Best Match là một kỹ năng chiến đấu khác nhau của Build, vì vậy khi chúng phối hợp lại với nhau sẽ tạo ra những sự kết hợp hoàn hảo.
Kamn Rider Cross-Z chỉ sử dụng Dragon Full bottle để biến thân. Nó được gắn vào Cross-Z Dragon và sau đó đặt vào Build Driver rồi xoay cần gạt để biến thân.
Night Rogue và Blood Stalk sử dụng Bat và Cobra Full bottle rồi gắn vào Transteam Gun để biến thân.
1. ↑  "仮面ライダービルド｜テレビ朝日". Truy cập ngày 27 tháng 12 năm 2017.